# Patrick Percin
Pour les articles homonymes, voir Percin.
 (février 2021).
Si vous disposez d'ouvrages ou d'articles de référence ou si vous connaissez des sites web de qualité traitant du thème abordé ici, merci de compléter l'article en donnant les références utiles à sa vérifiabilité et en les liant à la section « Notes et références ».
Patrick Percin est un footballeur français né le 18 décembre 1976 à La Trinité en Martinique. Il a évolué au poste d'attaquant avec la Samaritaine de Sainte-Marie. Il a été le capitaine de la sélection de football de la Martinique. Il a été l'entraîneur du Club franciscain de 2019 à 2020. En 2021, il signe à la Samaritaine de Sainte-Marie.
Patrick Percin est actuellement le footballeur martiniquais qui a le plus beau palmarès au niveau amateur, celui qui a gagné le plus de titres toutes compétitions confondues. Il est avec José Goron et Fabrice Reuperné, l'un des meilleurs joueurs des années 2000 en Martinique,.

## Biographie
Contacté par Guy Roux, Patrick Percin âgé de 15 ans effectue un essai à l'AJ Auxerre. Mais en butte à des problèmes d'adaptations, Patrick Percin retourne au bout de quelques mois en Martinique.
Durant la saison 2003-2004, Patrick Percin signe un contrat professionnel avec l'équipe d'Amiens SC (Ligue 2). Mais malheureusement sa carrière professionnelle ne durera qu'une année.
Lors de la Gold Cup 2002, Patrick Percin marque le but de la victoire de la Martinique face à l'équipe de Trinité-et-Tobago. Cette victoire permet à la Martinique d'accéder pour la première fois de son histoire aux quarts de finale de la Gold Cup.
Il remporte le 2 octobre 2010, la Coupe de l'Outre-Mer 2010 avec l'Équipe de Martinique de football.
Titulaire du Brevet d’État d’Éducateur Sportif 2e degré, Patrick Percin a été entraîneur-adjoint de la Samaritaine de Sainte-Marie en 2009 et du Pôle Espoir de football.

## Palmarès
Patrick Percin est actuellement le footballeur martiniquais qui a le plus beau palmarès au niveau amateur :
- Champion de la CONCACAF amateur en 2018
- 13 titres de champion de la Martinique avec le Club Franciscain
- 8 fois vainqueur de la Coupe de Martinique avec le Club Franciscain
- 8 fois vainqueur de la Coupe de France zone Martinique avec le Club Franciscain
- 1 fois vainqueur de la Coupe de France zone Martinique avec la Gauloise de Trinite
- 1 fois vainqueur de la Coupe de France zone Martinique avec la Samaritaine
- 1 fois vainqueur de la Coupe de France zone Martinique avec le CS Belimois
- 5 fois vainqueur de la Coupe des DOM-TOM des clubs avec le Club Franciscain
- Vainqueur en 2005 de la Ligue Antilles Foot avec le Club Franciscain
- 4 fois Vainqueur du Trophée Yvon Lutbert avec le Club Franciscain
- Quarts de finaliste de la Gold Cup 2002 avec l'équipe de Martinique
- Vainqueur en 2009 de la Ligue Antilles Foot avec la Samaritaine
- Vainqueur en 2010 du Trophée Yvon Lutbert avec le CS Bélimois
- Vainqueur de la Coupe de l'Outre-Mer 2010 avec l'équipe de Martinique